# Joao da Rocha
Joao da Rocha (Santiago de Priscos, Braga 1565 - Hangzhou 1623) jesuïta portuguès, missioner a la Xina durant el regnat dels emperadors Wanli, Emperador Taichang i Emperador Tianqi de la Dinastia Ming.

## Biografia
Joao da Rocha va néixer a Santiago de Briscos, diòcesis de Braga, (Portugal) el 1565.
El 1583 va entrar al noviciat de la Companyia de Jesús.
El 1586 va sortir cap a la Xina i va arribar a Macau el 1591.
Després va anar a les missions missió del sud,a Shuzhou i Nanchang.
A Nanchang va coincidir amb els jesuïtes italians Matteo Ricci, Lazzaro Cattaneo i Nicolò Longobardo.
A partir de 1600 va servir a Nanjing, on el 1603 va batejar el convertit xinès més destacat, el gran mandarí Xu Guangqi, que era de Xangai.
Va morir a Hangzhou el 23 de març de 1623.

### Evangelicae Historiae Imagines
A principis del segle XVII, la versió il·lustrada més famosa dels Evangelis era l’obra de l'any 1593 "Evangelicae Historiae Imagines" del jesuïta mallorquí Jeroni Nadal i Morey (1507-1580).
El 1605 havia arribat a la Xina una còpia de l’obra de Nadal. El primer jesuïta que va intentar reproduir-lo a la Xina va ser João da Rocha, que va l'erudit i pintor Dong Qichang (1555-1636) o un dels seus estudiants per adaptar les il·lustracions de l’obra a la Xina.